# Pycnospatha palmata
Pycnospatha palmata là một loài thực vật có hoa trong họ Ráy (Araceae). Loài này được Gagnep. miêu tả khoa học đầu tiên năm 1941.